# Węgry na Letnich Igrzyskach Olimpijskich 1996
Węgry na Letnich Igrzyskach Olimpijskich 1996 reprezentowało 212 zawodników: 147 mężczyzn i 65 kobiet. Był to 21 start reprezentacji Węgier na letnich igrzyskach olimpijskich.

## Zdobyte medale
| Medal  | Zawodnik | Dyscyplina           | Konkurencja                      | Rezultat                                                          |
| ------ | --- | -------------------- | -------------------------------- | ----------------------------------------------------------------- |
| Złoto  | István Kovács | Boks                 | waga kogucia (do 54 kg)          | w finale pokonał Kubańczyka Arnaldo Mesę 14:7                     |
| Złoto  | Rita Kőbán | Kajakarstwo          | K-1 500 m kobiet                 | 1:47,65 min                                                       |
| Złoto  | Csaba Horváth, György Kolonics | Kajakarstwo          | C-2 500 m mężczyzn               | 1:40,42 min                                                       |
| Złoto  | Balázs Kiss | Lekkoatletyka        | rzut młotem mężczyzn             | 81,24 m                                                           |
| Złoto  | Krisztina Egerszegi | Pływanie             | 200 m stylem grzbietowym kobiet  | 2:07,83 min                                                       |
| Złoto  | Norbert Rózsa | Pływanie             | 200 m stylem klasycznym mężczyzn | 2:12,57 min                                                       |
| Złoto  | Attila Czene | Pływanie             | 200 m stylem zmiennym mężczyzn   | 1:59,91 min                                                       |
| Srebro | Szilveszter Csollány | Gimnastyka           | ćwiczenia na kółkach mężczyzn    | 9,812 pkt                                                         |
| Srebro | Attila Adrovicz, Ferenc Csipes, Gábor Horváth, András Rajna | Kajakarstwo          | K-4 1000 m mężczyzn              | 2:53,18 min                                                       |
| Srebro | Károly Güttler | Pływanie             | 200 m stylem klasycznym mężczyzn | 2:13,03                                                           |
| Srebro | Bence Szabó, Csaba Köves, József Navarrete | Szermierka           | szabla mężczyzn drużynowo        | w finale ulegli zespołowi Rosji 25:45                             |
| Brąz   | Imre Pulai | Kajakarstwo          | C-1 500 m mężczyzn               | 1:50,758 min                                                      |
| Brąz   | György Zala | Kajakarstwo          | C-1 1000 m mężczyzn              | 3:56,36 min                                                       |
| Brąz   | Csaba Horváth, György Kolonics | Kajakarstwo          | C-2 1000 m mężczyzn              | 3:32,51 min                                                       |
| Brąz   | János Martinek | Pięciobój nowoczesny | mężczyźni indywidualnie          | 5501 pkt                                                          |
| Brąz   | Anikó Meksz, Beatrix Kökény, Andrea Farkas, Anikó Kántor, Anikó Nagy, Anna Szántó, Beáta Hoffmann, Beatrix Tóth-Győri, Beáta Siti, Erzsébet Kocsis, Eszter Mátéfi, Éva Erdős, Helga Németh, Ildikó Pádár, Katalin Szilágyi | Piłka ręczna         | turniej kobiet                   | w meczu o brązowy medal pokonały zespół Norwegii 20:18            |
| Brąz   | Ágnes Kovács | Pływanie             | 200 m stylem klasycznym kobiet   | 2:26,57 min                                                       |
| Brąz   | Krisztina Egerszegi | Pływanie             | 400 m stylem zmiennym kobiet     | 4:42,53 min                                                       |
| Brąz   | Attila Feri | Podnoszenie ciężarów | waga do 70 kg mężczyzn           | 340 kg                                                            |
| Brąz   | Gyöngyi Szalay-Horváth | Szermierka           | szpada kobiet indywidualnie      | w walce o brązowy medal pokonała Włoszkę Margherita Zalaffi 15:13 |
| Brąz   | Géza Imre | szermierka           | szpada mężczyzn indywidualnie    | w walce o brązowy medal pokonał Ivána Kovácsa 15:9                |

## Skład kadry

### Badminton
'Kobiety
- Andrea Ódor - gra pojedyncza - 17. miejsce,

### Boks
Mężczyźni
- István Kovács waga kogucia do 54 kg - 1. miejsce,
- János Nagy waga piórkowa do 57 kg - 6. miejsce,
- ózsef Nagy waga półśrednia do 67 kg - 17. miejsce,
- György Mizsei waga lekkośrednia do 71 kg - 9. miejsce,
- Zsolt Erdei waga średnia do 75 kg - 9. miejsce,

### Gimnastyka
Kobiety
- Adrienn Varga

wielobój indywidualnie - 28. miejsce,
ćwiczenia wolne - 38. miejsce,
skok przez konia - 36. miejsce,
ćwiczenia na poręczach - 38. miejsce,
ćwiczenia na równoważni - 42. miejsce,
- Adrienn Nyeste

wielobój indywidualnie - 30. miejsce,
ćwiczenia wolne - 44. miejsce,
skok przez konia - 29. miejsce,
ćwiczenia na poręczach - 32. miejsce,
ćwiczenia na równoważni - 51. miejsce,
- Nikolett Krausz

wielobój indywidualnie - 32. miejsce,
ćwiczenia wolne - 34. miejsce,
skok przez konia - 34. miejsce,
ćwiczenia na poręczach - 27. miejsce,
ćwiczenia na równoważni - 88. miejsce,
- Andrea Molnár

wielobój indywidualnie - 52. miejsce,
ćwiczenia wolne - 84. miejsce,
skok przez konia - 51. miejsce,
ćwiczenia na poręczach - 53. miejsce,
ćwiczenia na równoważni - 67. miejsce,
- Henrietta Ónodi

wielobój indywidualnie - 76. miejsce,
ćwiczenia wolne - 48. miejsce,
skok przez konia - 40. miejsce,
ćwiczenia na poręczach - 93. miejsce,
ćwiczenia na równoważni - 36. miejsce,
- Ildikó Balog

wielobój indywidualnie - 93. miejsce,
ćwiczenia wolne - 95. miejsce,
ćwiczenia na poręczach - 59. miejsce,
ćwiczenia na równoważni - 68. miejsce,
- Eszter Óváry

wielobój indywidualnie - 98. miejsce,
ćwiczenia wolne - 94. miejsce,
skok przez konia - 62. miejsce,
ćwiczenia na poręczach - 94. miejsce,
- Adrienn Varga, Adrienn Nyeste, Nikolett Krausz, Andrea Molnár, Henrietta Ónodi, Ildikó Balog, Eszter Óváry - wielobój drużynowo - 9. miejsce,
- Viktória Fráter - gimnastyka artystyczna - indywidualnie - odpadła w eliminacjach,
- Andrea Szalay - gimnastyka artystyczna - indywidualnie - odpadła w eliminacjach,

Mężczyźni
- Zoltán Supola

wielobój indywidualnie - 22. miejsce,
ćwiczenia wolne - 58. miejsce,
skok przez konia - 15. miejsce,
ćwiczenia na poręczach - 43. miejsce,
ćwiczenia na drążku - 11. miejsce,
ćwiczenia na kółkach - 66. miejsce,
ćwiczenia na koniu z łękami - 20. miejsce,
- Szilveszter Csollány

wielobój indywidualnie - 48. miejsce,
ćwiczenia wolne - 77. miejsce,
skok przez konia - 63. miejsce,
ćwiczenia na poręczach - 78. miejsce,
ćwiczenia na drążku - 85. miejsce,
ćwiczenia na kółkach - 2. miejsce,
ćwiczenia na koniu z łękami - 60. miejsce,
- Krisztián Jordanov

wielobój indywidualnie - 62. miejsce,
ćwiczenia wolne - 50. miejsce,
skok przez konia - 84. miejsce,
ćwiczenia na poręczach - 68. miejsce,
ćwiczenia na drążku - 80. miejsce,
ćwiczenia na kółkach - 93. miejsce,
ćwiczenia na koniu z łękami - 95. miejsce,

### Judo
Kobiety
- Mária Pekli - waga do 56 kg - 9. miejsce,
- Éva Gránitz - waga powyżej 72 kg - 9. miejsce,

Mężczyźni
- Zsolt Kunyik - waga do 60 kg - 21. miejsce,
- József Csák - waga do 65 kg- 5. miejsce,
- Bertalan Hajtós - waga do 71 kg - 17. miejsce,
- Antal Kovács - waga do 95 kg - 5. miejsce,
- Imre Csősz - waga powyżej 95 kg - 9. miejsce,

### Jeździectwo
- Anita Nemtin - WKKW indywidualnie - 19. miejsce,
- Pál Tuska, Attila Soós Jr., Gábor Schaller, Tibor Herczegfalvy - WKKW drużynowo - 13. miejsce,

### Kajakarstwo
Kobiety
- Rita Kőbán - K-1 500 m - 1. miejsce,
- Rita Kőbán, Szilvia Mednyánszki - K-2 500 m - 4. miejsce,
- Kinga Czigány, Éva Dónusz, Szilvia Mednyánszki, Erika Mészáros - K-4 500 m - 9. miejsce,

Mężczyźni
- Zoltán Antal - K-1 500 m - odpadł w półfinale,
- Zoltán Kammerer - K-1 1000 m - odpadł w półfinale,
- Krisztián Bártfai, Zsolt Gyulay - K-2 500 m - 6. miejsce,
- Róbert Hegedűs, Péter Almási - K-2 1000 m - 9. miejsce,
- Attila Adrovicz, Ferenc Csipes, Gábor Horváth, András Rajna - K-4 1000 m - 2. miejsce,
- Imre Pulai - C-1 500 m - 3. miejsce,
- György Zala - C-1 1000 m - 3. miejsce,
- Csaba Horváth, György Kolonics

C-2 500 m - 1. miejsce,
C-2 1000 m - 3. miejsce,

### Kolarstwo szosowe
Mężczyźni
- László Bodrogi - wyścig ze startu wspólnego - nie ukończył wyścigu,

### Lekkoatletyka
Kobiety
- Judit Nagy-Földing - maraton - 36. miejsce,
- Mária Rosza-Urbanik - chód na 10 km - 9. miejsce,
- Anikó Szebenszky - chód na 10 km - 27. miejsce,
- Tünde Vaszi - skok w dal - 8. miejsce,
- Rita Ináncsi - skok w dal - 30. miejsce,
- Zita Bálint - trójskok - nie sklasyfikowana (nie zaliczyła żadnej udanej próby),
- Rita Ináncsi - siedmiobój - 6. miejsce,

Mężczyźni
- Balázs Korányi - bieg na 800 m - odpadł w półfinale,
- Balázs Tölgyesi - bieg na 1500 m - odpadł w półfinale,
- Zoltán Káldy - bieg na 10 000 m - 16. miejsce,
- Levente Csillag - bieg na 110 m przez płotki - odpadł w ćwierćfinale,
- Dusán Kovács - bieg na 400 m przez płotki - odpadł w półfinale,
- Sándor Urbanik - chód na 20 km - 13. miejsce,
- János Uzsoki - skok w dal - 22. miejsce,
- Zsolt Czingler - trójskok - 24. miejsce,
- Tibor Ordina - trójskok - 33. miejsce,
- Jenő Kóczián - nie sklasyfikowany (nie zaliczył żadnej udanej próby),
- Attila Horváth - rzut dyskiem - 10. miejsce,
- Balázs Kiss - rzut młotem - 1. miejsce,
- Zsolt Németh - rzut młotem - 22. miejsce,
- Adrián Annus - rzut młotem - 28. miejsce,
- Zsolt Kürtösi - dziesięciobój - 27. miejsce,
- Dezső Szabó - dziesięciobój - nie ukończył konkurencji,

### Łucznictwo
Kobiety
- Judit Kovács - indywidualnie - 45. miejsce,
- Tímea Kiss - indywidualnie - 51. miejsce,

### Pięciobój nowoczesny
Mężczyćni
- János Martinek - indywidualnie - 3. miejsce,
- Ákos Hanzély - indywidualnie - 6. miejsce,
- Péter Sárfalvi - indywidualnie - 21. miejsce,

### Piłka nożna
Mężczyźni
- Vilmos Sebők, Zoltán Pető, Miklós Lendvai, Miklós Herczeg, Tibor Dombi, Tamás Sándor, Károly Szanyó, Krisztián Lisztes, Gábor Egressy, Zoltán Molnár, Zoltán Bükszegi, Csaba Madar, Gábor Zavadszky, Sándor Preisinger, Csaba Szatmári, Attila Dragóner, Szabolcs Sáfár - 16. miejsce,

### Piłka ręczna
Kobiet
- Anikó Meksz, Beatrix Kökény, Andrea Farkas, Anikó Kántor, Anikó Nagy, Anna Szántó, Beáta Hoffmann, Beatrix Tóth-Győri, Beáta Siti, Erzsébet Kocsis, Eszter Mátéfi, Éva Erdős, Helga Németh, Ildikó Pádár, Katalin Szilágyi - 3. miejsce,

### Piłka wodna
Mężczyźni
- Tibor Benedek, Tamás Dala, Rajmund Fodor, András Gyöngyösi, Tamás Kásás, Zoltán Kósz, Péter Kuna, Attila Monostori, Zsolt Németh, Frank Tóth, László Tóth, Zsolt Varga, Balázs Vincze - 4. miejsce,

### Pływanie
Kobiety
- Gyöngyvér Lakos - 50 m stylem dowolnym - 42. miejsce,
- Anna Nyíri - 100 m stylem dowolnym - 30. miejsce,
- Judit Kiss - 400 m stylem dowolnym - 38. miejsce,
- Rita Kovács - 800 m stylem dowolnym - 25. miejsce,
- Annamária Kiss - 100 m stylem grzbietowym - 32. miejsce,
- Krisztina Egerszegi

200 m stylem grzbietowym - 1. miejsce,
400 m stylem zmiennym - 3. miejsce,
- Ágnes Kovács

100 m stylem klasycznym - 7. miejsce,
200 m stylem klasycznym - 3. miejsce,
- Edit Klocker

100 m stylem motylkowym - 31. miejsce,
200 m stylem motylkowym - 23. miejsce,
- Beáta Újhelyi - 200 m stylem zmiennym - 40. miejsce,
- Krisztina Egerszegi, Edit Klocker, Ágnes Kovács, Anna Nyíri - sztafeta 4 x 100 m stylem zmiennym - 11. miejsce,

Mężczyźni
- Tamás Kerékjártó - 50 m stylem dowolnym - 55. miejsce,
- Attila Zubor - 100 m stylem dowolnym - 20. miejsce,
- Béla Szabados

100 m stylem dowolnym - 35. miejsce,
400 m stylem dowolnym - 23. miejsce,
- Attila Czene - 200 m stylem dowolnym - 20. miejsce,
- Miklós Kollár - 200 m stylem dowolnym - 25. miejsce,
- Tamás Deutsch - 100 m stylem grzbietowym - 25. miejsce,
- Olivér Ágh - 200 m stylem grzbietowym - 12. miejsce,
- Károly Güttler

100 m stylem klasycznym - 4. miejsce,
200 m stylem klasycznym - 2. miejsce,
- Norbert Rózsa

100 m stylem klasycznym - 17. miejsce,
200 m stylem klasycznym - 1. miejsce,
- Péter Horváth

100 m stylem motylkowym - 11. miejsce,
200 m stylem motylkowym - 8. miejsce,
- Attila Czene

200 m stylem motylkowym - 9. miejsce,
200 m stylem zmiennym - 1. miejsce,
- Attila Zubor - 200 m stylem zmiennym - 22. miejsce,
- István Batházi - 400 m stylem zmiennym - nie sklasyfikowany (dyskwalifikacja w finale B),
- Gergő Kiss - 400 m stylem zmiennym - 19. miejsce,
- Tamás Deutsch, Károly Güttler, Péter Horváth, Attila Czene, Attila Zubor[11] - sztafeta 4 x 100 m stylem zmiennym - 6. miejsce,

### Podnoszenie ciężarów
Mężczyźni
- Tibor Karczag - waga do 56 kg - nie został sklasyfikowany (nie zaliczył żadnej próby w rwaniu),
- Zoltán Farkas - waga do 59 kg - 8. miejsce,
- Adrián Popa - waga do 64 kg - 5. miejsce,
- Zoltán Kecskés - waga do 64 kg - 8. miejsce,
- Attila Feri - waga do 70 kg - 3. miejsce,
- Gábor Molnár - waga do 70 kg - nie został sklasyfikowany (nie zaliczył żadnej próby w rwaniu),
- Tibor Stark - waga powyżej 108 kg - 8. miejsce,

### Skoki do wody
Kobiety
- Orsolya Pintér - trampolina 3 m - 25. miejsce,

Mężczyźni
- Imre Lengyel - trampolina 3 m - 17. miejsce,

### Strzelectwo
Kobiety
- Éva Joó

karabin pneumatyczny 10 m - 7. miejsce,
karabin małokalibrowy trzy pozycje 50 m - 20. miejsce,
- Éva Fórián

karabin pneumatyczny 10 m - 31. miejsce,
karabin małokalibrowy trzy pozycje 50 m - 30. miejsce,
Mężczyźni
- Zoltán Papanitz

pistolet pneumatyczny 10 m - 19. miejsce,
pistolet dowolny 50 m - 28. miejsce,
- Zsolt Karacs

pistolet pneumatyczny 10 m - 23. miejsce,
pistolet dowolny 50 m - 33. miejsce,
- Lajos Pálinkás - pistolet szybkostrzelny 25 m - 7. miejsce,
- Zsolt Vári

karabin pneumatyczny 10 m - 33. miejsce
karabin małokalibrowy, trzy pozycje 50 m - 27. miejsce,
karabin małokalibrowy, leżąc 50 m - 11. miejsce,
- József Sike - ruchoma tarcza 10 m - 4. miejsce,
- Tamás Burkus - ruchoma tarcza 10 m - 14. miejsce,
- Zoltán Bodó

trap - 13. miejsce,
podwójny trap - 27. miejsce,
- Károly Gombos

trap - 20. miejsce,
podwójny trap - 24. miejsce,

### Szermierka
Kobiety
- Aida Mohamed - floret indywidualnie - 8. miejsce,
- Zsuzsanna Jánosi-Németh - floret indywidualnie - 11. miejsce,
- Gabriella Lantos - floret indywidualnie - 17. miejsce,
- Aida Mohamed, Gabriella Lantos, Zsuzsa Némethné Jánosi - floret drużynowo - 4. miejsce
- Gyöngyi Szalay-Horváth - szpada indywidualnie - 3. miejsce,
- Tímea Nagy - szpada indywidualnie - 5. miejsce,
- Adrienn Hormay - szpada indywidualnie - 6. miejsce
- Adrienn Hormay, Gyöngyi Szalay-Horváth, Tímea Nagy- szpada drużynowo - 4. miejsce,

Mężczyźni
- Zsolt Érsek - floret indywidualnie - 10. miejsce,
- Márk Marsi - floret indywidualnie - 24. miejsce,
- Róbert Kiss - floret indywidualnie - 36. miejsce,
- Márk Marsi, Róbert Kiss, Zsolt Érsek - floret drużynowo - 5. miejsce,
- Géza Imre - szpada indywidualnie - 3. miejsce,
- Iván Kovács - szpada indywidualnie - 4. miejsce,
- Krisztián Kulcsár - szpada indywidualnie - 22. miejsce,
- Géza Imre, Iván Kovács, Krisztián Kulcsár- szpada drużynowo - 6. miejsce,
- József Navarrete - szabla indywidualnie - 4. miejsce,
- Bence Szabó - szabla indywidualnie - 17. miejsce,
- Csaba Köves - szabla indywidualnie - 18. miejsce,
- Bence Szabó, Csaba Köves, József Navarrete - szabla drużynowo - 2. miejsce,

### Tenis stołowy
Kobiety
- Csilla Bátorfi - gra pojedyncza - 9. miejsce,
- Krisztina Tóth - gra pojedyncza - 33. miejsce,
- Csilla Bátorfi, Krisztina Tóth - gra podwójna - 9. miejsce,

Mężczyźni
- Károly Németh - gra pojedyncza - 17. miejsce,
- Zoltán Bátorfi - gra pojedyncza - 33. miejsce,

### Tenis ziemny
Kobiety
- Virág Csurgó - gra pojedyncza - 17. miejsce,
- Andrea Temesvári - gra pojedyncza - 33. miejsce,
- Virág Csurgó, Andrea Temesvári - gra podwójna - 9. miejsce,

Mężczyźni
- Sándor Noszály - gra pojedyncza - 33. miejsce,
- Gábor Köves, László Markovits - gra podwójna - 17. miejsce,

### Wioślarstwo
Mężczyźni
- László Szögi - jedynki - 15. miejsce,
- Zsolt Dani, Gábor Mitring - dwójki podwójne - 16. miejsce,

### Zapasy
Mężczyźni
- Attila Repka - styl klasyczny waga do 68 kg - 21. miejsce,
- Tamás Berzicza - styl klasyczny waga do 74 kg - 6. miejsce,
- Péter Farkas - styl klasyczny waga do 82 kg - 17. miejsce,
- Nándor Gelénesi - styl klasyczny waga do 90 kg - 16. miejsce,
- György Kékes - styl klasyczny waga do 130 kg - 12. miejsce,
- István Demeter - styl wolny waga do 62 kg - 12. miejsce,
- János Fórizs - styl wolny waga do 68 kg - 11. miejsce,
- Árpád Ritter - styl wolny waga do 74 kg - 13. miejsce,
- László Dvorák - styl wolny waga do 82 kg - 14. miejsce,
- Péter Bacsa - styl wolny waga do 90 kg - 10. miejsce,
- Zsolt Gombos - styl wolny waga do 130 kg - 11. miejsce,

### Żeglarstwo
- Áron Gádorfalvi - windsurfing mężczyźni - 40. miejsce,
- Farkas Litkey - klasa Finn - 26. miejsce,
- Botond Litkey, Zsolt Nyári - klasa 470 mężczyźni - 21. miejsce,
- Tamás Eszes - klasa Laser - 31. miejsce,
- Csaba Haranghy, András Komm - klasa Star - 18. miejsce,
- György Wossala, László Kovácsi, Károly Vezér - klasa Soling - 20. miejsce,
- Katalin Bácsics, Enikő Németh - klasa 470 kobiety - 18. miejsce,